# Contea di Carver
La contea di Carver in inglese Carver County è una contea dello Stato del Minnesota, negli Stati Uniti. La popolazione al censimento del 2020 era di 106 922 abitanti. Il capoluogo di contea è Chaska.